# Obscura (альбом)
Obscura — третий полноформатный альбом канадской дэт-метал группы Gorguts. Альбом был выпущен 23 июня 1998 года на ныне несуществующей Olympic Recordings, но с тех пор был переиздан рядом лейблов, в частности Century Media в 2015 году. С момента своего релиза Obscura стал считаться одним из самых важных альбомов в жанре техничного дэт-метала и «одной из самых сложных и техничных записей в жанре, благодаря беспрецедентным диссонансам и экспериментам, привнесённым в группу покойным гитаристом Стивом Хёрдлом». Лирически, альбом представляет собой дальнейший отход от устоявшегося звучания группы, затрагивая духовные и экзистенциальные темы. Люк Лемей назвал альбом «записью, которая определила наше звучание».

## История создания
После выпуска в 1993 году своего второго полноформатного альбома, The Erosion of Sanity, группа приняла участие в европейском туре с Blasphemy. Возвращение группы из тура совпало с падением популярности дэт-метала, и они впоследствии были исключены из списка групп Roadrunner. После их ухода с лейбла они «начали писать материал для Obscura». Gorguts также потеряли своего барабанщика и гитариста, которые просто покинули группу. Их заменили гитарист Purulence Стив Хёрдл и басист Psychic Throb Стив Клотье.
Альбом был практически полностью написан к концу 1993 года, однако был задержан из-за отсутствия интереса лейбла и не выпускался до 1998 года. Запись началась в апреле 1993 года и была почти завершена к концу декабря того же года. «Мы джеммовали эти песни в течение четырёх лет, ничего больше не написав, в надежде что кто-нибудь позвонит нам или что-то в этом роде. Я помню, что послал несколько лент на звукозаписывающие компании, и они даже не заинтересовались. Мы не знали, выйдет ли он когда-нибудь».

## Музыкальный стиль
Obscura представляет собой значительное изменение звучания группы, и этот альбом описывают как движение к «более сложным и новаторским музыкальным идеям». Альбом «считается одной из самых сложных и техничных записей в жанре, благодаря беспрецедентным диссонансам и экспериментам, привнесённым в группу покойным гитаристом Стивом Хёрдлом». В альбоме используются сложные структуры песен, нестандартные звуки, диссонирующая гитара, нетрадиционные размеры и эзотерические лирические темы.
Уильям Йорк из AllMusic писал: «Гитарные/басовые гармонии крайне противоречивы, гитарные партии полны иноземных гармонических визгов и других посторонних шумов (например, заглавный трек содержит повторяющуюся, закономерную атональную мелодию, исполняемую с помощью тэппинга), а барабаны хаотично, как будто в припадке, меняют темп и размер». Йорк также отмечает, что, несмотря на кажущийся хаос звучания альбома, «он обладает базовым чувством логики и структуры, которое проявляется при повторных прослушиваниях. На протяжении всего альбома появляется множество запоминающихся, хотя и странных, гитарных мелодий, которые помогают придать ощущение порядка и тематического единства среди кажущегося хаоса; „Earthly Love“ и „Nostalgia“ являются особенно яркими примерами этого». Хэнк Штимер из Pitchfork описал Obscura как «один из самых резких прогрессивных альбомов, когда-либо сделанных, в метале или из метала. Obscura нельзя просто описать как техничный альбом, он звучит прямо-таки мучительно, как будто его содрогающие бластбиты, скорбный рёв и безумно изобретательное гитарное исполнение вырвались прямо из груди его создателей».

## Отзывы критиков и влияние
| Оценки критиков     | Оценки критиков |
| Источник            | Оценка          |
| ------------------- | --------------- |
| AllMusic            | [ 9 ]           |
| Metal Forces        | [ 11 ]          |
| Brave Words         | [ 12 ]          |
| Rock Hard           | [ 13 ]          |
| Chronicles of Chaos | [ 14 ]          |
| Metal.de            | [ 15 ]          |

Obscura считается одним из важнейших альбомов в метале, новаторским альбомом, который часто описывают как опережающий свое время, как «один из величайших альбомов, когда-либо созданных» и «классический». Это также было отмечено в виде значительного влияния на ряд других метал-групп, включая Ulcerate, Spawn of Possession, Brain Drill и Obscura, которые назвали свою группу в честь альбома. Уильям Йорк из Allmusic классифицировал Obscura как «один из самых смелых и сложных альбомов, когда-либо выпущенных в жанре метала» и «произведение большой глубины и дальновидности». «Из-за своего влияния Obscura всегда будет эталоном, по которому будет измеряться диссонирующий, техничный дэт-металл; это тот релиз, который время и обстоятельства превратили в нерушимый мраморный алтарь».

## Список композиций
Все тексты написаны Люком Лемэем и Стивом Хёрдлом.
| №                   | Название                                  | Музыка                  | Длительность |
| ------------------- | ----------------------------------------- | ----------------------- | ------------ |
| 1.                  | «Obscura»                                 | Hurdle, Lemay           | 4:04         |
| 2.                  | «Earthly Love»                            | Hurdle, Lemay, Cloutier | 4:04         |
| 3.                  | «The Carnal State»                        | Cloutier, Hurdle        | 3:08         |
| 4.                  | «Nostalgia»                               | Cloutier, Hurdle        | 6:10         |
| 5.                  | «The Art of Sombre Ecstasy»               | Cloutier, Lemay         | 4:20         |
| 6.                  | «Clouded»                                 | Hurdle                  | 9:32         |
| 7.                  | «Subtle Body»                             | Cloutier, Hurdle, Lemay | 3:23         |
| 8.                  | «Rapturous Grief»                         | Cloutier, Hurdle, Lemay | 5:27         |
| 9.                  | «La vie est prélude... (La Mort Orgasme)» | Cloutier, Hurdle, Lemay | 3:28         |
| 10.                 | «Illuminatus»                             | Cloutier, Hurdle, Lemay | 6:15         |
| 11.                 | «Faceless Ones»                           | Cloutier, Hurdle        | 3:50         |
| 12.                 | «Sweet Silence» (instrumental)            | Cloutier, Hurdle, Lemay | 6:45         |
| Общая длительность: | Общая длительность:                       | Общая длительность:     | 60:25        |

## Участники записи
- Gorguts — продюсер
  - Люк Лемэй — гитара, художественный стиль, вокал, альт, обложка
  - Стив Хёрдл — гитара, вокал, концепция, художественный стиль, названия песен и альбома
  - Стив Клотье — бас-гитара
  - Патрик Робер — ударные
- Пьер Ремиллар — продюсер, звукорежиссура
- Сильвен Бризбуа — мастеринг
- Жоэль Бопре — фотограф
- Ален Клотье — обложка